# Águila Bicentenario
El Águila Bicentenario es una escultura urbana ubicada en la Explanada Parque Bicentenario, llamada Águila Bicentenario del escultor Enrique Carbajal “Sebastián”, inaugurada el 13 de septiembre de 2010 en Ciudad Victoria, Tamaulipas, México por el gobernador, tiene un peso de aproximadamente 200 toneladas, esta gran escultura mide cerca de 40 metros de altura y sus alas desplegadas miden casi 23 metros, esta majestuosa escultura de tipo “Geometría emocional”. Está inspirada en el águila real devorando una serpiente, símbolo patrio de la cultura mexicana.
La escultura es representativa del espíritu mexicano pues fue la única escultura hecha para la conmemoración del bicentenario de la “Independencia mexicana” en septiembre y el centenario de la “Revolución mexicana” en noviembre. Este icono de las fiestas patrias es una muestra del desarrollo de la infraestructura y del crecimiento urbano de la ciudad. Al igual que todas las obras de Enrique Carbajal "Sebastián" el Águila Bicentenario cuenta con una publicación impresa donde se muestra el proceso de elaboración, construcción y montaje de las piezas, mismo que cuenta con fotografías de Héctor Moreno Robles, Homero de la Garza Tamez, y de Nigel Dickinson.
La gente de la ciudad la llama normalmente y es conocida como El paraguas mal armado

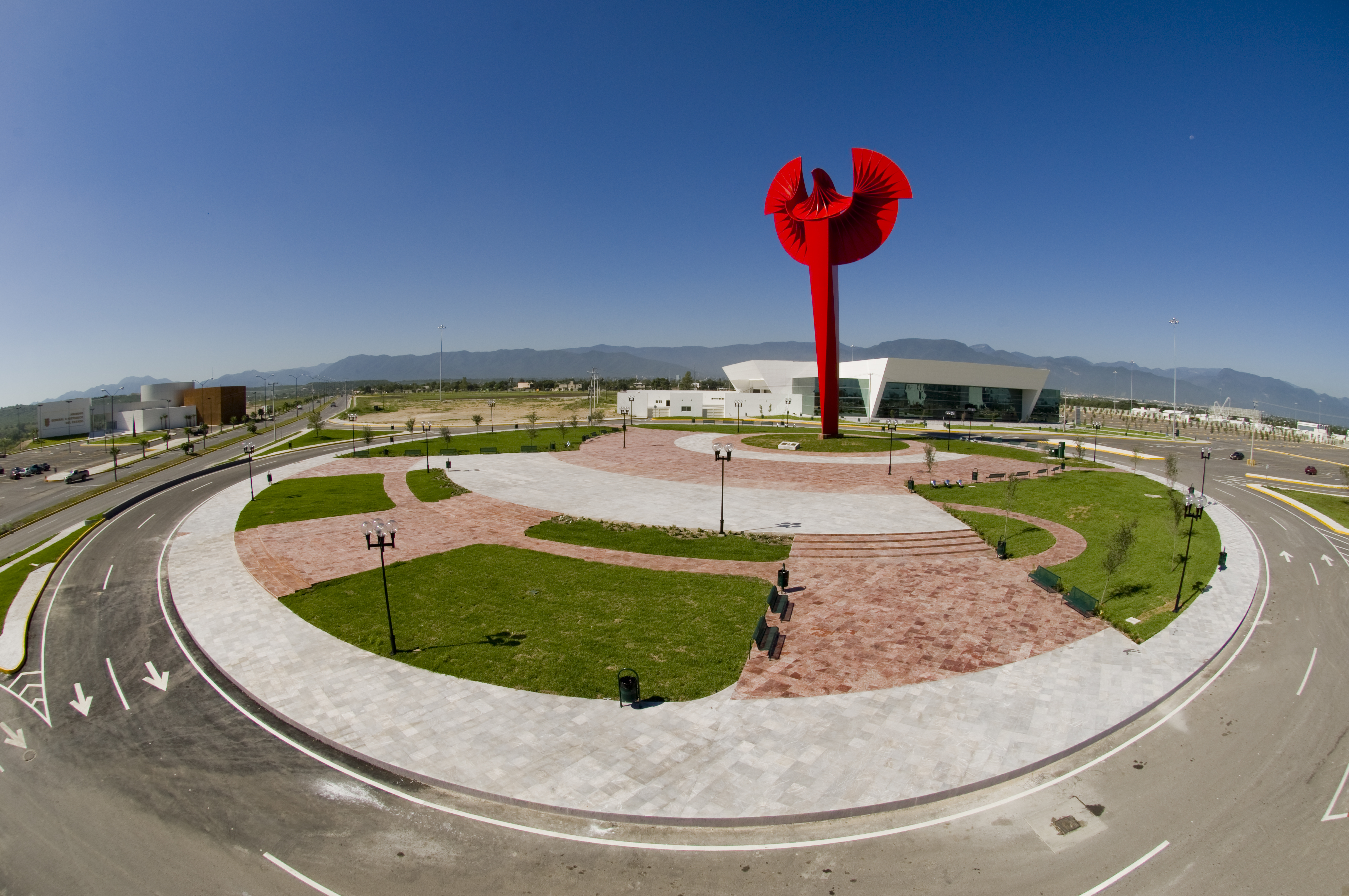
Águila Bicentenario